# 子彈橫飛百老匯
《子彈橫飛百老匯》（英語：Bullets over Broadway）是1994年的美國喜劇犯罪電影，由活地·亞倫執導， 尊·古錫、黛安·韋斯特、珍妮佛·提莉及卓斯·柏米泰利等主演。
電影以1920年代的紐約市為背景，描述一名年輕劇作家為了能在百老匯發表作品，決定接納來自黑手黨的資金，卻發現這不但未解決困難，反而令到更多問題接踵而來。
本片被提名七項奧斯卡金像獎，包括原創劇本獎，導演獎。黛安·韋斯特在此片中的演出大受好評，亦因此贏得金球獎最佳電影女配角及奧斯卡最佳女配角獎。

## 演員
- 尊·古錫 飾 David Shayne
- 黛安·韋斯特 飾 Helen Sinclair
- 珍妮佛·提莉 飾 Olive Neal
- 卓斯·柏米泰利（英语：Chazz Palminteri） 飾 Cheech
- 瑪莉-露易斯·帕克 飾 Ellen
- 傑克·瓦爾登（英语：Jack Warden） 飾 Julian Marx
- 喬·維塔瑞利（英语：Joe Viterelli） 飾 Nick Valenti
- 羅伯·萊納 飾 Sheldon Flender
- 特蕾西·厄爾曼 飾 Eden Brent
- 吉姆·布洛班特 飾 Warner Purcell
- 哈維·菲爾斯坦（英语：Harvey Fierstein） 飾 Sid Loomis
- 斯泰西·內爾金（英语：Stacey Nelkin） 飾 Rita
- 艾迪·法柯 飾 Lorna
- Benay Venuta（英语：Benay Venuta） 飾 Adoring Theatre Patron
- 黛碧·梅瑟（英语：Debi Mazar） 飾 Violet
- Małgorzata Zajączkowska（英语：Małgorzata Zajączkowska） 飾 Lili
- 托尼·西里科 飾 Rocco
- 托尼·達羅（英语：Tony Darrow） 飾 Aldo

## 外部連結
- 互联网电影数据库（IMDb）上《子彈橫飛百老匯》的资料（英文）
- Box Office Mojo上《子彈橫飛百老匯》的資料（英文）
- 《波士頓評論》（Boston Review）上的影評：〈活地在哪裡？〉

| 獎項                    | 獎項               | 獎項                                |
| ----------------------- | ------------------ | ----------------------------------- |
| 前任者： 安娜·派昆 《》 | 奧斯卡最佳女配角獎 | 繼任者： 美娜·蘇雲露 《無敵愛美神》 |